# Псковка

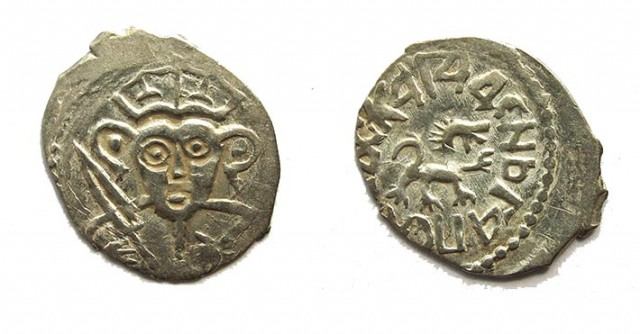
Псковская деньга с круговой надписью и барсом на реверсе

Псковка, псковская деньга — монета независимой Псковской республики, чеканившаяся с 1425 до 1510 года.

## Денежное обращение в Пскове до начала XV века
До XIV века в основе денежного обращения Пскова лежала новгородская гривна весом около 204 грамм, разменной денежной формой была гривна кун. 
В XIV веке в Пскове сложилась собственная курсовая система из гривны серебра, гривны кун, ногат и мордок. В псковских летописях XIV века впервые упоминаются рубли и полтины. Из летописной записи 1407 года известно, что 1 рубль состоял из 30 гривен кун, соотношение мордки и куны доподлинно неизвестно. В то же время известно, что в Новгороде рубль равнялся 7,2 гривен кун, а в Москве 10 гривен кун. 
И Псков, и Новгород не имели своих серебряных рудников и получали серебро у торговцев из Ганзейского союза, а затем из Ливонского ордена, серебро переплавлялось в Псковском денежном дворе в гривны и в монетной форме имело ограниченное хождение.

## История начала чеканки собственной монеты
К концу XIV века в связи с истощением серебряных рудников в Европе цена серебра резко возросла, в Новгород и Псков перестают поступать серебряные слитки, и в 1409 году в псковских летописях появляется запись о серьёзных переменах в денежном обращении: «Тоя же зиме в Пскове отложиша коунами торговати и начаша пенязми торговати». То есть вместо кун основной денежной единицей становились разменные монеты западноевропейских государств — прежде всего различные разновидности средневековых денариев, в частности пенни, пфенниги и другие подобные монеты.
Мелкие монеты в Новгород и Псков поступали и ранее, но как правило переплавлялись в слитки и в обращении почти не участвовали. Удорожание серебра вызвало необходимость в мелкой монете для внутреннего обращения, ранее поступавшей из западных государств, с которыми традиционно торговали Новгород и Псков.
Удорожание серебра привело также к повсеместной порче монет, что вкупе с большим разнообразием номиналов с различными пробами обращавшихся внутри Псковского и Новгородского княжеств монет вынудило начать собственную чеканку для внутренней торговли. Среди всех монет, имевших хождение в то время в российских княжествах, следует отметить наиболее распространённые любекские пфенниги 370-й пробы. Проба монет Ливонского ордена в период с 1409 по 1425 год значительно ухудшилась с 750 до 514-й. Также имели хождение биллонные монеты других государств. В то же время в Великом княжестве Московском и остальных русских княжествах чеканились деньги из высокопробного серебра 750—880 пробы.
Таким образом, Новгород в 1420-м и Псков в 1425 годах начинают собственную чеканку из высокопробного серебра. Начало псковской чеканки точно неизвестно, но принято относить её к 1424—25 годам. В летописи 1425 года содержится запись: «псковичи отложиша пенязми, артугы торговати, и приставиша мастеров денги ковати в чистом сребре». и «Того же лета псковичи отложиша пенязями торговати и начата в чисте сребре деньги лити, и оттоле начата деньгами торговати».
Первые исследователи (И. И. Толстой и С. И. Чижов) псковских денег увязывают появление собственных монет с Новгородом, в то же время указывают на отличия в весе первых новгородок и псковок. Мельникова в своей работе «Псковские монеты XV века» указывает на ограниченность источников, которыми обладали первые исследователи, и делает вывод о наличии собственной, отличной от новгородской, денежной системы Пскова.

## Описание монет

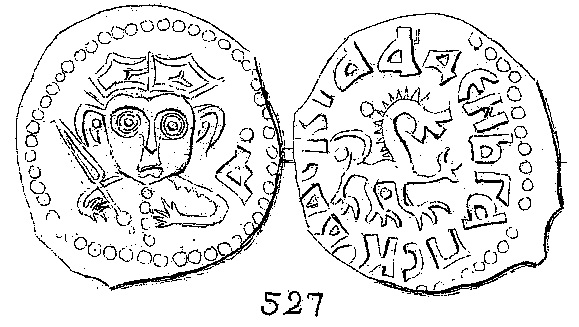
Прорисовка псковской деньги

От других монет русских княжеств псковки отличалась жёстким стандартом оформления. На аверсе помещался погрудный портрет покровителя города князя Довмонта с мечом в правой руке и левой рукой, прижатой к груди. Оформление оборотной стороны известно двух типов: на монетах первого типа — надпись в четыре строки «ДЕНГА ПСКОВСКАЯ», на монетах второго типа — изображение животного, окружённого надписью «ДЕНГА ПСКОВСКАЯ».
Оформление аверса с портретом Довмонта в анфас И. И. Толстой связывает с артугами, чеканившимися епископом Дерпта и имевшими хождение на территории Псковского княжества. В то же время изображение правителя в анфас было обычным делом в западноевропейской чеканке и могло быть перенято от других монет. Несомненно, что изображение портрета в анфас является необычным для русских монет того времени.

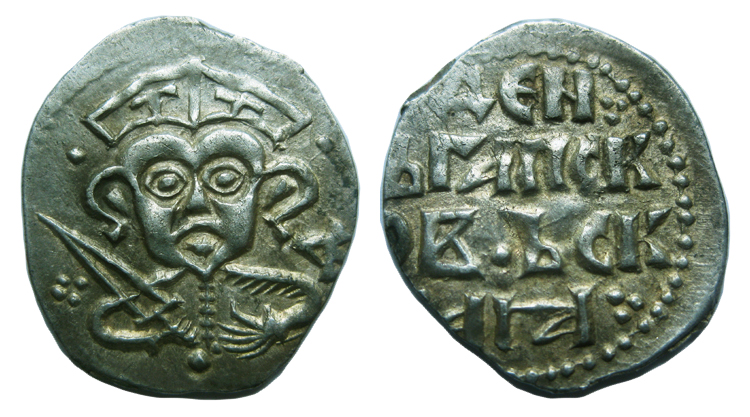
Псковская деньга со строчной надписью на реверсе

В раннем периоде чеканки вес псковок колебался от 0,76 до 0,79 г, затем от 0,74 до 0,77 г, на последнем этапе чеканки вес составлял около 0,79 грамма.
Чеканка монет началась в 1425 году приглашёнными мастерами из Москвы. После присоединения Пскова к Москве чеканка в Пскове была продолжена, но был изменён тип монет.
В настоящее время представляют интерес для коллекционеров. Всего известно более 5000 экземпляров псковских монет периода независимости.
Первую серьёзную попытку по изучению псковских монет предпринял Иван Иванович Толстой в своём труде «Монеты псковские». Наиболее обширным трудом по изучению монет Псковского княжества является работа Аллы Сергеевны Мельниковой «Псковские монеты XV в.».
Благодаря торговле Новгорода и Пскова с обширными территориями монеты этих городов встречаются в кладах по всей территории русских княжеств, а также за рубежом. В то же время монеты других княжеств редко встречаются в кладах за пределами «своей» территории.